# ウクライナ百科事典
ウクライナ百科事典（うくらいなひゃっかじてん、ウクライナ語: Енциклопедія українознавства、英語: Encyclopedia of Ukraine）はウクライナ研究に関する百科事典。元はウクライナ語で書かれ、ウクライナで出版された事典であり、一般部 (1949-1952) 3巻と、辞書部 (1955–89) 10巻、追加・修正・小項目1巻の全14巻で構成されている。のちに5巻で再構成し、英語に翻訳したものがカナダで出版されている。
パリ近郊のサルセルで活動するシェフチェンコ科学協会ヨーロッパ支部の援助によって作成された。

## 英語版
1963年から1970年に、一般的な百科事典である一般部の2巻がウクライナで出版された。
その後、辞書部に基づくより大きなプロエクトが立ち上がった。1984年から1993年にかけて、アルバータ大学カナダ ・ウクライナ研究所はカナダ・ウクライナ研究財団とシェフチェンコ科学協会ヨーロッパ支部の援助を受けて、全5巻、4,000ページ、12,500の記事を掲載する英語版の作成を行い、トロント大学出版局から出版した。
この事典について、研究雑誌である Canadian Journal of History から「ウクライナについて書かれた英語の書籍かつウクライナのディアスポラが作成したなかで最も包括的、かつバランスが取れた作品」また、「記念碑的出版物」という評価を得ている 。
一方で、ウクライナ国立学士院の Романів Олег Миколайович 教授と、ボルシェビキ政権と関連のある歴史家によると、ウクライナ研究百科事典はロシアに関するウクライナの偏見と先入観を示しており、ソヴィエト支配下にあった時代のウクライナディアスポラによる典型的な作品だ、との評価もある。

## ウクライナ・インターネット百科事典
ウクライナ・インターネット百科事典の英語版は、オンラインで使える無料の百科事典で、歴史、人物、地理、経済、文化など、ウクライナに関する幅広い項目を網羅している。ウクライナインターネット百科事典は完成すればウクライナとウクライナ語に関して、英語で最も包括的なインターネット上の情報源となる。2020年6月時点で6,000の記事と、5,000件の画像を含んでいる